# Openbaar vervoer in Utrecht
Het openbaar vervoer in Utrecht bestaat uit treinverbindingen van de Nederlandse Spoorwegen, NS International en Arriva (alleen in de nacht van vrijdag op zaterdag), sneltrams van U-OV (Qbuzz) en verschillende stads- en streekbussen van Syntus Utrecht en U-OV (Qbuzz). Tot 8 december 2013 werden de stadsbussen gereden door het GVU. In Utrecht zijn (recent) grote OV-bouwprojecten afgerond zoals het Randstadspoor (oktober 2018) en de Uithoflijn (december 2019). De Noordradiaal van het Utrechts HOV-netwerk is in mei 2019 voltooid en de Zuidradiaal is in november 2020 voltooid. In 2020 werd de Utrechtse sneltram omgebouwd tot een sneltramlijn voor lagevloertrams en in 2022 werd deze samengevoegd met de Uithoflijn.

## Trein
De gemeente Utrecht telt negen treinstations: Utrecht Centraal, Overvecht, Lunetten, Vaartsche Rijn, Leidsche Rijn, Terwijde, Vleuten, Zuilen en Maliebaan. Behalve station Vleuten hebben al deze stations ‘Utrecht’ in de naam, bijvoorbeeld ‘Utrecht Overvecht’. Vanaf het Centraal Station zijn er spoorlijnen in vijf richtingen (west, noordwest, noordoost, oost en zuid). Verder is er de Oosterspoorlijn met het Maliebaanstation voor verkeer naar het Spoorwegmuseum.

### Utrecht Centraal
Utrecht Centraal vormt het belangrijkste knooppunt van de spoorlijnen in Nederland en is in oppervlakte het grootste spoorwegstation van Nederland. Het station kent ruim 228.000 personen die hier instappen, uitstappen en overstappen. Vanuit het station vertrekken meer dan 900 treinen per dag Het is hiermee het drukste station van Nederland. Nabij het Utrechtse Centraal Station bevinden zich de Hoofdgebouwen (I, II, III (De Inktpot) en IV) van de Nederlandse Spoorwegen en ProRail.

De volgende treinseries stoppen te Utrecht Centraal:
| Serie            | Treinsoort                           | Route | Bijzonderheden |
| ---------------- | ------------------------------------ | --- | --- |
| 100 ICE 43       | Intercity-Express (NS International) | Amsterdam Centraal – Utrecht Centraal – Arnhem Centraal – Oberhausen Hbf – Duisburg Hbf – Düsseldorf Hbf ] / [ Hannover Hbf – Minden (Westf) – Herford – Bielefeld Hbf – Gütersloh Hbf – Hamm (Westf) – Hagen Hbf – Wuppertal Hbf ] – Köln Hbf – Siegburg/Bonn – Frankfurt (Main) Flughafen Fernbahnhof – Mannheim Hbf – Karlsruhe Hbf – Offenburg – Freiburg (Breisgau) Hbf – Basel Bad Bf – Basel SBB | Eén keer per dag tussen Amsterdam en Basel. |
| 120/220 ICE 78   | Intercity-Express (NS International) | Amsterdam Centraal – Utrecht Centraal – Arnhem Centraal – Oberhausen Hbf – Duisburg Hbf – Düsseldorf Hbf – Köln Hbf – Frankfurt (Main) Flughafen Fernbahnhof – Frankfurt (Main) Hbf | Wordt aangevuld door de serie 100 / ICE 43. |
| 500              | Intercity (NS)                       | Den Haag Centraal – Gouda – Utrecht Centraal – Amersfoort Centraal – Zwolle – Assen – Groningen | |
| 600              | Intercity (NS)                       | Leeuwarden – Meppel – Zwolle – Amersfoort Centraal – Utrecht Centraal – Gouda – Den Haag Centraal | |
| 1400             | Intercity (NS)                       | Utrecht Centraal – Amsterdam Centraal – Schiphol Airport – Den Haag HS – Rotterdam Centraal | Nachtnet. In beide richtingen stopt de eerste trein (in beide richtingen rond 1:30 uur) op Amsterdam Bijlmer ArenA. In de nacht van dinsdag op woensdag zijn er werkzaamheden aan de Westtak. Deze serie stopt dan niet op Schiphol Airport. Dat station wordt dan bediend door intercity 11400.                                                                                              |
| 1700             | Intercity (NS)                       | Den Haag Centraal – Gouda – Utrecht Centraal – Amersfoort Centraal – Apeldoorn – Deventer – Almelo – Hengelo – Enschede | Rijdt na 20:00 uur tussen Enschede en Utrecht Centraal en rijdt dan vanaf Utrecht Centraal door als Intercity 2800 naar Rotterdam Centraal. |
| 2000             | Intercity (NS)                       | Rotterdam Centraal – Gouda – Utrecht Centraal | Rijdt tot circa 20:30. Op zaterdagochtend start deze serie op rond 10:00 en op zondagochtend rond 11:00. |
| 2700             | Intercity (NS)                       | Maastricht – Sittard – Roermond – Weert – Eindhoven Centraal – 's-Hertogenbosch – Utrecht Centraal – Amsterdam Centraal – Alkmaar – (Den Helder) | Rijdt van maandag t/m donderdag tot 20:00 uur tussen Alkmaar en Maastricht. Rijdt op vrijdag en in het weekend enkel tussen Alkmaar en Amsterdam Centraal. Tijdens de spits rijden 2 ritten in spitsrichting door van/naar Den Helder. Rijdt niet 's avonds na 20:00. Wordt na 20:00 uur, op vrijdag en in het weekend tussen Amsterdam Centraal en Maastricht vervangen door intercity 2900. |
| 2800             | Intercity (NS)                       | Rotterdam Centraal – Gouda – Utrecht Centraal | s Avonds na circa 21:00, op zaterdagochtend tot circa 9:00 en op zondagochtend tot circa 11:00 rijdt deze serie vanaf Utrecht Centraal door als Intercity 1700 naar Enschede. |
| 2900             | Intercity (NS)                       | Enkhuizen – Hoorn – Amsterdam Centraal – Utrecht Centraal – 's-Hertogenbosch – Eindhoven Centraal – Weert – Roermond – Sittard – Maastricht | Rijdt van maandag t/m donderdag in de vroege ochtend en in de avonduren en rijdt van vrijdag t/m zondag de hele dag en vervangt dan Intercity 3900 tussen Enkhuizen en Amsterdam Centraal en intercity 2700 tussen Amsterdam Centraal en Maastricht. |
| 3000             | Intercity (NS)                       | Nijmegen – Arnhem Centraal – Ede-Wageningen – Veenendaal-De Klomp – Driebergen-Zeist – Utrecht Centraal – Amsterdam Centraal – Zaandam – Alkmaar – Den Helder | Veenendaal-De Klomp wordt alleen na 19:00 bediend door deze serie. |
| 3100             | Intercity (NS)                       | Den Haag Centraal – Leiden Centraal – Schiphol Airport – Amsterdam Bijlmer ArenA – Utrecht Centraal – Veenendaal-De Klomp – Ede-Wageningen – Arnhem Centraal – Nijmegen | Rijdt na circa 22:30, zaterdagochtend tot circa 9:00 en op zondagochtend tot circa 10:00 niet tussen Nijmegen en Utrecht Centraal v.v. Stopt alleen van vrijdag t/m zondag tot circa 19:00 te Veenendaal-De Klomp. |
| 3200             | Intercity (NS)                       | Arnhem Centraal – Ede-Wageningen – Utrecht Centraal – Amsterdam Zuid – Schiphol Airport – Leiden Centraal – Den Haag HS – Delft – Rotterdam Centraal | Stopt niet te Schiedam Centrum. Rijdt alleen van maandag tot en met donderdag tot circa 19:00. |
| 3500             | Intercity (NS)                       | Dordrecht – Rotterdam Centraal – Schiedam Centrum – Delft – Den Haag HS – Leiden Centraal – Schiphol Airport – Amsterdam Zuid – Utrecht Centraal – 's-Hertogenbosch – Eindhoven Centraal – Helmond – Venlo | Rijdt na circa 22:30, op zaterdagochtend tot circa 9:00 en op zondagochtend tot circa 10:00 niet tussen Dordrecht en Utrecht Centraal v.v. |
| 3900             | Intercity (NS)                       | Enkhuizen – Hoorn – Amsterdam Centraal – Utrecht Centraal – 's-Hertogenbosch – Eindhoven Centraal – Weert – Roermond – Sittard – Heerlen | Stopt niet in Zaandam. Rijdt in de avonduren en van vrijdag t/m zondag de hele dag enkel tussen Eindhoven Centraal en Heerlen. Wordt in de avonduren en van vrijdag t/m zondag de hele dag vervangen door intercity 2900. Rijdt van maandag t/m donderdag in de avonduren enkel tussen Sittard en Heerlen en rijdt dan 1x/uur.                                                                |
| 4900             | Sprinter (NS)                        | Utrecht Centraal – Hilversum – Almere Centrum | Stopt niet in Hilversum Media Park en Bussum Zuid. Stopt van maandag t/m vrijdag tussen circa 6:30 en 20:00 uur, op zaterdag tussen circa 10:00 en 20:00 uur en op zondag tussen circa 11:00 en 20:00 uur niet te Hollandsche Rading. |
| 5500             | Sprinter (NS)                        | Utrecht Centraal – Den Dolder – Baarn | Rijdt 's avonds en in het weekend 1x per uur. |
| 5600             | Sprinter (NS)                        | Utrecht Centraal – Utrecht Overvecht – Amersfoort Centraal – Zwolle | |
| 5700             | Sprinter (NS)                        | Utrecht Centraal – Hilversum – Weesp – Amsterdam Zuid – Schiphol Airport – Hoofddorp – Leiden Centraal | Rijdt niet na 20:00 uur. Rijdt vrijdag en in het weekend niet tussen Hoofddorp en Leiden Centraal. |
| 6000             | Sprinter (NS)                        | Den Haag Centraal – Gouda – Utrecht Centraal – Geldermalsen – 's-Hertogenbosch | Rijdt alleen na 18:00 uur en van vrijdag t/m zondag. |
| 6700             | Sprinter (NS)                        | Leiden Centraal – Alphen a/d Rijn – Woerden – Utrecht Centraal – Geldermalsen – Tiel | Rijdt alleen na 18:00 uur en van vrijdag t/m zondag. Rijdt non-stop tussen Woerden en Utrecht Centraal. |
| 6900             | Sprinter (NS)                        | Den Haag Centraal – Gouda – Utrecht Centraal – Geldermalsen – Tiel | Rijdt alleen van maandag t/m donderdag tot 18:00 uur. |
| 7300             | Sprinter (NS)                        | Breukelen – Utrecht Centraal – Driebergen-Zeist – Veenendaal Centrum – Rhenen | |
| 7400             | Sprinter (NS)                        | Uitgeest – Zaandam – Amsterdam Centraal – Breukelen – Utrecht Centraal – Driebergen-Zeist | Rijdt alleen tijdens de brede spitsuren, waarbij net na de ochtendspits en net vóór de middagspits enkel tussen Uitgeest en Utrecht Centraal v.v. wordt gereden. |
| 8800             | Sprinter (NS)                        | Leiden Centraal – Alphen a/d Rijn – Woerden – Utrecht Centraal – Geldermalsen – 's-Hertogenbosch | Rijdt alleen van maandag t/m donderdag tot 18:00 uur. Stopt niet in Vleuten en Utrecht Terwijde. |
| 8900             | Sprinter (NS)                        | (Leiden Centraal – Alphen a/d Rijn – )Woerden – Utrecht Centraal | Rijdt niet in het weekend en na 20.00 uur. Rijdt alleen van maandag t/m vrijdag in de spitsuren van/naar Leiden Centraal en vormt dan tussen Leiden Centraal en Woerden een kwartierdienst met serie 8800. |
| Nachttrein 17300 | Nachttrein (Qbuzz)                   | Dordrecht – Rotterdam Centraal – Rotterdam Alexander – Gouda – Woerden – Utrecht Centraal | Rijdt op vrijdag- en zaterdagnacht twee ritten in beide richtingen. |
| 21400            | Intercity (NS)                       | Eindhoven Centraal – Utrecht Centraal | Nachtnet. Rijdt alleen in de nachten volgend op vrijdag en zaterdag. |
| 21430            | Intercity (NS)                       | Utrecht Centraal – Driebergen-Zeist – Veenendaal-De Klomp – Ede-Wageningen – Arnhem Centraal – Elst – Nijmegen | Nachtnet. Rijdt alleen in de nachten van vrijdag op zaterdag en zaterdag op zondag. Stopt richting Utrecht Centraal niet in Veenendaal-De Klomp en Driebergen-Zeist. |
| 21440            | Intercity (NS)                       | Utrecht Centraal – Amersfoort Centraal | Nachtnet. Rijdt alleen in de nachten volgend op vrijdag en zaterdag. |
| 28300            | Sprinter (NS)                        | Utrecht Centraal – Utrecht Overvecht – Utrecht Maliebaan | Trein naar het Spoorwegmuseum, alleen als dit open is (niet op maandag, behalve tijdens de schoolvakanties) |
| Nachttrein 32700 | Nachttrein (Arriva)                  | Maastricht – Sittard – Roermond – Weert – Eindhoven Centraal – 's-Hertogenbosch – Utrecht Centraal – Amsterdam Bijlmer ArenA – Amsterdam Zuid – Schiphol Airport | Rijdt alleen in de nacht van vrijdag op zaterdag. |

### Utrecht Overvecht
Station Utrecht Overvecht is een voorstadshalte op de grens van de Utrechtse wijken Overvecht en Tuindorp. Het station werd geopend in 1968, aan de toen nog tweesporige spoorlijn Utrecht – Zwolle. Het oorspronkelijke stationsgebouw was van het type sextant.
De volgende treinseries stoppen te Utrecht Overvecht:
| Serie | Treinsoort    | Route | Bijzonderheden |
| ----- | ------------- | --- | --- |
| 4900  | Sprinter (NS) | Utrecht Centraal – Utrecht Overvecht – Hilversum – Almere Centrum                                                          | Stopt niet in Hilversum Media Park en Bussum Zuid. Stopt van maandag t/m vrijdag tussen circa 6:30 en 20:00 uur, op zaterdag tussen circa 10:00 en 20:00 uur en op zondag tussen circa 11:00 en 20:00 uur niet te Hollandsche Rading. |
| 5500  | Sprinter (NS) | Utrecht Centraal – Utrecht Overvecht – Den Dolder – Baarn                                                                  | Rijdt 's avonds en in het weekend 1x per uur. |
| 5600  | Sprinter (NS) | Utrecht Centraal – Utrecht Overvecht – Amersfoort Centraal – Zwolle                                                        | |
| 5700  | Sprinter (NS) | Utrecht Centraal – Utrecht Overvecht – Hilversum – Weesp – Amsterdam Zuid – Schiphol Airport – Hoofddorp – Leiden Centraal | Rijdt niet na 20:00 uur. Rijdt vrijdag en in het weekend niet tussen Hoofddorp en Leiden Centraal. |
| 28300 | Sprinter (NS) | Utrecht Centraal – Utrecht Overvecht – Utrecht Maliebaan                                                                   | Trein naar het Spoorwegmuseum, alleen als dit open is (niet op maandag, behalve tijdens de schoolvakanties) |

### Utrecht Zuilen
Station Utrecht Zuilen is een van de stations die gebouwd zijn in het kader van het project Randstadspoor, gelegen aan het traject Utrecht Centraal – Amsterdam Centraal (de Rhijnspoorweg). Het station is aangelegd bij de spoorverdubbeling op dat traject.
Utrecht Zuilen ligt tussen de woonwijken Zuilen en Ondiep aan de oostkant van het spoor en het bedrijventerrein Cartesiusweg ten westen hiervan. Het heeft vooral een wijkontsluitende functie voor Utrecht-Noordwest.
De volgende treinseries stoppen te Utrecht Zuilen:
| Serie | Treinsoort    | Route | Bijzonderheden |
| ----- | ------------- | --- | --- |
| 7300  | Sprinter (NS) | Breukelen – Utrecht Zuilen – Utrecht Centraal – Driebergen-Zeist – Veenendaal Centrum – Rhenen             | |
| 7400  | Sprinter (NS) | Uitgeest – Zaandam – Amsterdam Centraal – Breukelen – Utrecht Zuilen – Utrecht Centraal – Driebergen-Zeist | Rijdt alleen tijdens de brede spitsuren, waarbij net na de ochtendspits en net vóór de middagspits enkel tussen Uitgeest en Utrecht Centraal v.v. wordt gereden. |

### Utrecht Vaartsche Rijn
Station Utrecht Vaartsche Rijn is een van de stations die gebouwd zijn in het kader van het project Randstadspoor. Het is het jongste station van Utrecht (22 augustus 2016). Het station ligt aan de spoorlijnen Utrecht – Boxtel en Amsterdam – Elten, en is over de Vaartsche Rijn gebouwd. Het station is behalve voor reizigers die in de directe omgeving moeten zijn, vooral ook gebouwd voor reizigers van en naar de Uithof, zoals studenten, om zo Utrecht Centraal wat te ontlasten. Naast treinperrons is daarom een halte van de in december 2019 geopende Uithoflijn integraal onderdeel van het station.
De volgende treinseries stoppen te Utrecht Vaartsche Rijn:
| Serie | Treinsoort    | Route | Bijzonderheden |
| ----- | ------------- | --- | --- |
| 6000  | Sprinter (NS) | Den Haag Centraal – Gouda – Utrecht Centraal – Utrecht Vaartsche Rijn – Geldermalsen – 's-Hertogenbosch                   | Rijdt alleen na 18:00 uur en van vrijdag t/m zondag. |
| 6700  | Sprinter (NS) | Leiden Centraal – Alphen a/d Rijn – Woerden – Utrecht Centraal – Utrecht Vaartsche Rijn – Geldermalsen – Tiel             | Rijdt alleen na 18:00 uur en van vrijdag t/m zondag. Rijdt non-stop tussen Woerden en Utrecht Centraal.                                                          |
| 6900  | Sprinter (NS) | Den Haag Centraal – Gouda – Utrecht Centraal – Utrecht Vaartsche Rijn – Geldermalsen – Tiel                               | Rijdt alleen van maandag t/m donderdag tot 18:00 uur. |
| 7300  | Sprinter (NS) | Breukelen – Utrecht Centraal – Utrecht Vaartsche Rijn – Driebergen-Zeist – Veenendaal Centrum – Rhenen                    | |
| 7400  | Sprinter (NS) | Uitgeest – Zaandam – Amsterdam Centraal – Breukelen – Utrecht Centraal – Utrecht Vaartsche Rijn – Driebergen-Zeist        | Rijdt alleen tijdens de brede spitsuren, waarbij net na de ochtendspits en net vóór de middagspits enkel tussen Uitgeest en Utrecht Centraal v.v. wordt gereden. |
| 8800  | Sprinter (NS) | Leiden Centraal – Alphen a/d Rijn – Woerden – Utrecht Centraal – Utrecht Vaartsche Rijn – Geldermalsen – 's-Hertogenbosch | Rijdt alleen van maandag t/m donderdag tot 18:00 uur. Stopt niet in Vleuten en Utrecht Terwijde.                                                                 |

### Utrecht Lunetten
Station Utrecht Lunetten is een voorstadshalte aan de spoorlijn Utrecht – 's-Hertogenbosch (Lijn H), aan de rand van de Utrechtse wijk Lunetten. Het huidige station werd geopend in 1980.
De volgende treinseries stoppen te Utrecht Lunetten:
| Serie | Treinsoort    | Route                                                                                                   | Bijzonderheden |
| ----- | ------------- | --- | --- |
| 6000  | Sprinter (NS) | Den Haag Centraal – Gouda – Utrecht Centraal – Utrecht Lunetten – Geldermalsen – 's-Hertogenbosch       | Rijdt alleen na 18:00 uur en van vrijdag t/m zondag. |
| 6700  | Sprinter (NS) | Leiden Centraal – Alphen a/d Rijn – Woerden – Utrecht Centraal – Utrecht Lunetten – Geldermalsen – Tiel | Rijdt alleen na 18:00 uur en van vrijdag t/m zondag. Rijdt non-stop tussen Woerden en Utrecht Centraal. |
| 6900  | Sprinter (NS) | Den Haag Centraal – Gouda – Utrecht Centraal – Utrecht Lunetten – Geldermalsen – Tiel                   | Rijdt alleen van maandag t/m donderdag tot 18:00 uur. |
| 8900  | Sprinter (NS) | (Leiden Centraal – Alphen a/d Rijn – )Woerden – Utrecht Centraal                                        | Rijdt niet in het weekend en na 20.00 uur. Rijdt alleen van maandag t/m vrijdag in de spitsuren van/naar Leiden Centraal en vormt dan tussen Leiden Centraal en Woerden een kwartierdienst met serie 8800. |

### Vleuten, Utrecht Terwijde en Utrecht Leidsche Rijn
Deze drie stations zijn Randstadspoorhaltes aan de spoorlijn Utrecht – Gouda, ten behoeve van de Utrechtse Vinex-wijk Leidsche Rijn en het dorp Vleuten.
De volgende treinseries stoppen te Vleuten, Utrecht Terwijde en Utrecht Leidsche Rijn:
| Serie | Treinsoort    | Route                                                                          | Bijzonderheden |
| ----- | ------------- | ------------------------------------------------------------------------------ | --- |
| 6000  | Sprinter (NS) | Den Haag Centraal – Gouda – Utrecht Centraal – Geldermalsen – 's-Hertogenbosch | Rijdt alleen na 18:00 uur en van vrijdag t/m zondag. |
| 6900  | Sprinter (NS) | Den Haag Centraal – Gouda – Utrecht Centraal – Geldermalsen – Tiel             | Rijdt alleen van maandag t/m donderdag tot 18:00 uur. |
| 8900  | Sprinter (NS) | (Leiden Centraal – Alphen a/d Rijn – )Woerden – Utrecht Centraal               | Rijdt niet in het weekend en na 20.00 uur. Rijdt alleen van maandag t/m vrijdag in de spitsuren van/naar Leiden Centraal en vormt dan tussen Leiden Centraal en Woerden een kwartierdienst met serie 8800. |

De volgende treinserie stopt alleen te Utrecht Leidsche Rijn:
| Serie | Treinsoort    | Route                                                                                            | Bijzonderheden                                                                                   |
| ----- | ------------- | ------------------------------------------------------------------------------------------------ | ------------------------------------------------------------------------------------------------ |
| 8800  | Sprinter (NS) | Leiden Centraal – Alphen a/d Rijn – Woerden – Utrecht Centraal – Geldermalsen – 's-Hertogenbosch | Rijdt alleen van maandag t/m donderdag tot 18:00 uur. Stopt niet in Vleuten en Utrecht Terwijde. |

### Utrecht Maliebaan
Er is een pendeldienst Utrecht Centraal – Utrecht Maliebaan gedurende de openingstijden van het Spoorwegmuseum, behalve op maandag buiten de schoolvakanties. De trein maakt kop bij Blauwkapel.
Het gaat om de volgende treinserie:
| Serie | Treinsoort    | Route                                                    | Bijzonderheden                                                                                              |
| ----- | ------------- | -------------------------------------------------------- | --- |
| 28300 | Sprinter (NS) | Utrecht Centraal – Utrecht Overvecht – Utrecht Maliebaan | Trein naar het Spoorwegmuseum, alleen als dit open is (niet op maandag, behalve tijdens de schoolvakanties) |

## Tram

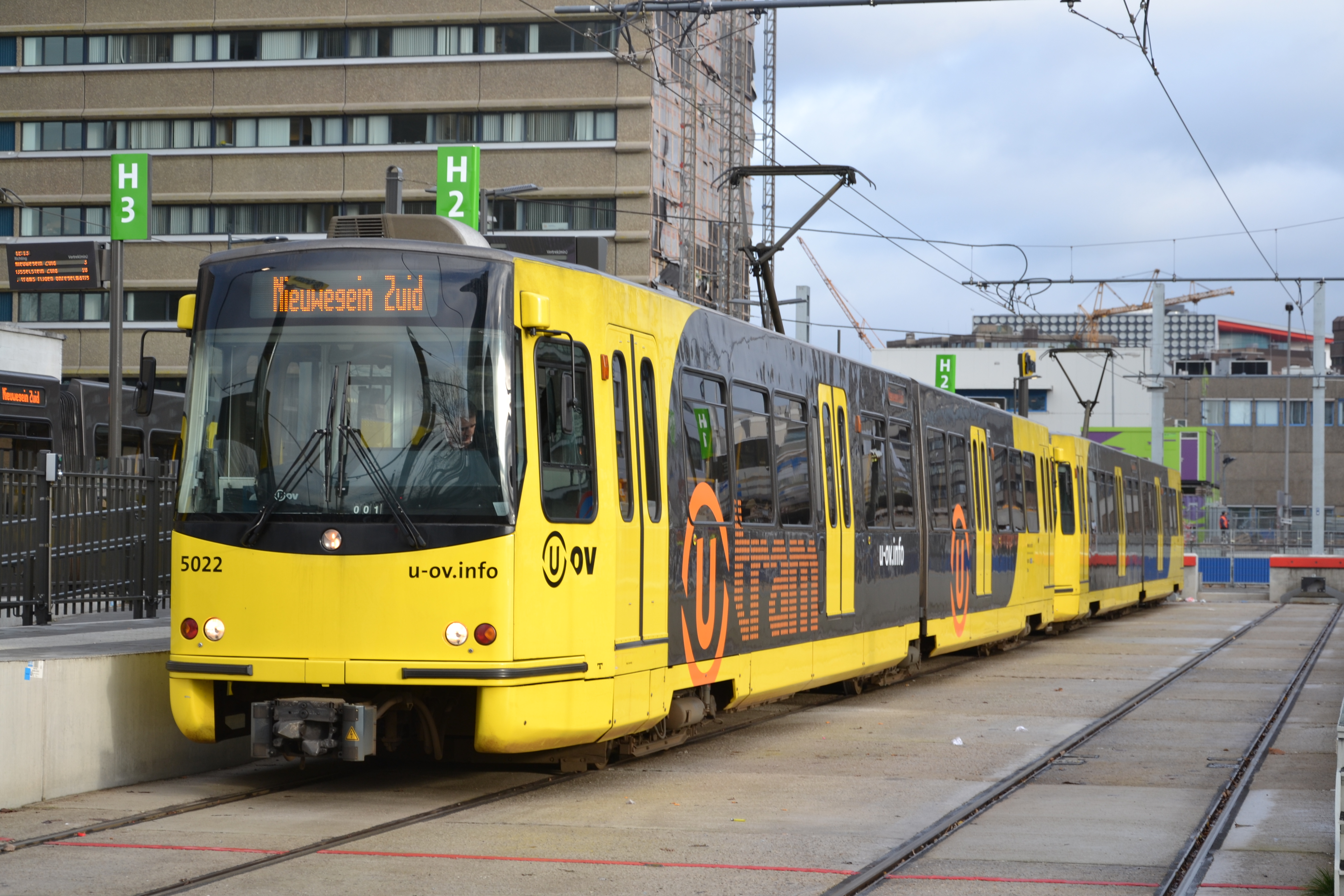
Sneltram van Qbuzz in U-OV huisstijl.

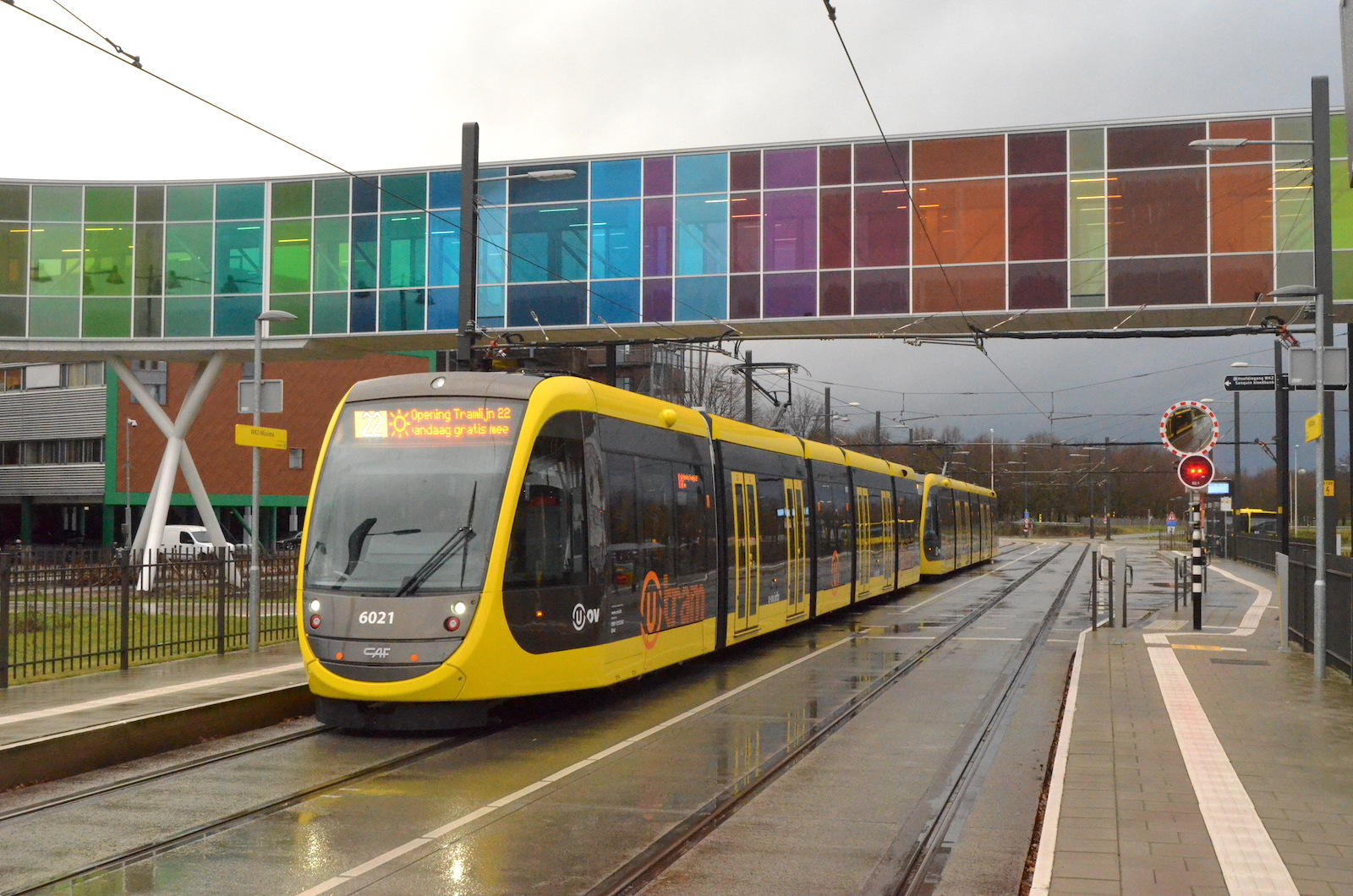
Tramstel 6021 van de Uithoflijn op de halte WKZ / Maxima, op de openingsdag; 14 december 2019.

De sneltram Utrecht – Nieuwegein / IJsselstein, is begin jaren 1980 ontwikkeld door de Nederlandse Spoorwegen. De Nederlandse overheid wilde in de jaren 70 snelle railverbindingen tussen de werksteden en de groeikernen (de slaapsteden) ontwikkelen. Zo is in dezelfde periode tussen Zoetermeer en Den Haag de Zoetermeer Stadslijn aangelegd in de vorm van een spoorweg. De sneltram maakt deel uit van het Utrechts HOV-netwerk.
Er reizen op een doordeweekse dag tussen de 38.000 en 40.000 mensen met de Utrechtse sneltram. Het grootste deel (25.000 - 30.000) reist tussen Centraal Station en Kanaleneiland.
De reguliere sneltramlijnen (naar Nieuwegein Zuid, resp. IJsselstein) hebben een basisfrequentie van 15 minuten op doordeweekse dagen en op zaterdag overdag.
In de spits reed tot juli 2014 spitstram lijn 260 een onregelmatige 15/45 minutendienst tussen een beperkt aantal haltes van Utrecht naar Nieuwegein Zuid.
In de schoolvakanties geldt een aangepaste dienstregeling, waarbij in de spits een normale dagdienst wordt gereden en ook overdag met losse stellen gereden wordt. Op donderdagavond (koopavond in Utrecht) is er een extra rit naar IJsselstein.
Sinds 16 december 2019 is er een derde sneltramverbinding in Utrecht: de Uithoflijn (22). Deze lijn rijdt vooral om de drukte tussen station Utrecht Centraal en het Science Park op te vangen.

### Sneltram
| Lijn | Route                                        | Via                              | Opmerkingen                |
| ---- | -------------------------------------------- | -------------------------------- | -------------------------- |
| 20   | Utrecht, P+R Science Park – Nieuwegein-Zuid  | P+R Westraven, Nieuwegein City   |                            |
| 21   | Utrecht, P+R Science Park – IJsselstein-Zuid | P+R Westraven, Nieuwegein City   |                            |
| 22   | Utrecht, CS Centrumzijde – P+R Science Park  | Stadion Galgenwaard, UMC Utrecht | Rijdt niet in het weekend. |

## Bus
Het stads- en streekvervoer in de gemeente Utrecht wordt verzorgd door U-OV (Qbuzz). Alleen de lijnen binnen de gemeente Utrecht worden hier vermeld.

### Stadsdienst Utrecht

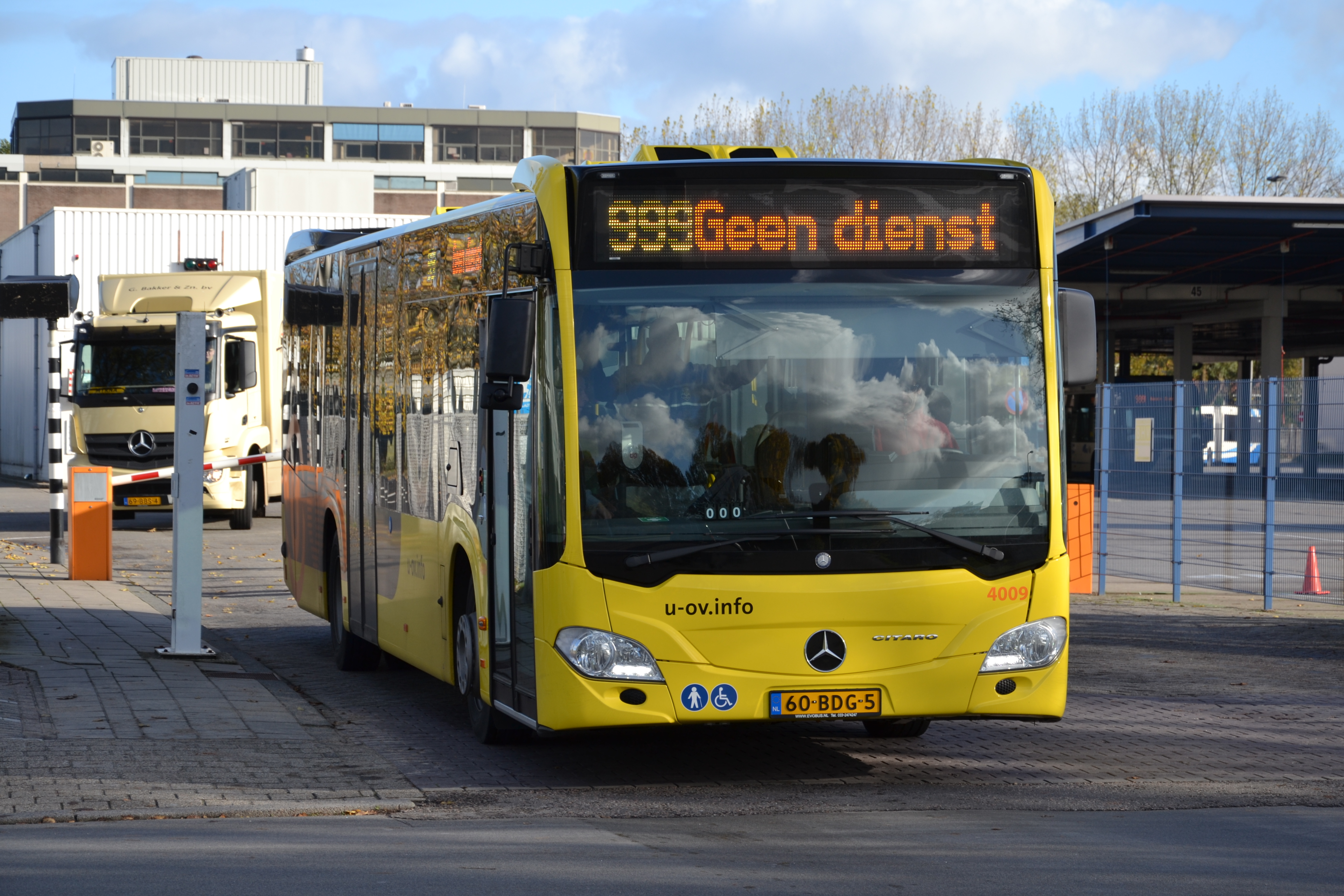
Een Mercedes-Benz Citaro van U-OV

Het lijnennet van U-OV is zeer uitgebreid. U-OV rijdt door Utrecht, Maarssen, Vleuten, Leidsche Rijn, Kockengen, Westbroek, Oud-Maarsseveen, Tienhoven, Breukeleveen en Nieuw-Loosdrecht. De volgende lijnen worden gereden door U-OV:
| Lijn | Route                                               | Via                                                          | Opmerkingen                                                     |
| ---- | --------------------------------------------------- | ------------------------------------------------------------ | --------------------------------------------------------------- |
| 1    | Hoograven – Vechtsebanen                            | CS Jaarbeurszijde, Centrum, Overvecht                        | 's Avonds en in het weekend niet via bedrijventerrein Overvecht |
| 2    | Utrecht, CS Centrumzijde → Utrecht, CS Centrumzijde | Centrum, Museumkwartier                                      | Ringlijn                                                        |
| 3    | Utrecht, CS Centrumzijde – Utrecht, CS Centrumzijde | Centrum, Overvecht, Zuilen                                   |                                                                 |
| 4    | Station Terwijde – Voordorp                         | Leidsche Rijn, CS Jaarbeurszijde, Centrum, Tuindorp          |                                                                 |
| 5    | Utrecht, CS Jaarbeurszijde – Station Maarssen       | Oog in Al, Leidsche Rijn, Terwijde, De Wetering              |                                                                 |
| 6    | Utrecht, CS Jaarbeurszijde – Station Overvecht      | Centrum, Pijlsweerd, Ondiep                                  | Gekoppeld aan lijn 30                                           |
| 7    | P+R Westraven – Zuilen                              | Kanaleneiland, Oudenrijn, CS Jaarbeurszijde, Centrum, Ondiep |                                                                 |
| 8    | Station Lunetten – Wilhelminapark                   | Tolsteeg, CS Jaarbeurszijde, Centrum, Wittevrouwen           |                                                                 |
| 9    | Utrecht, CS Jaarbeurszijde – Stadion Galgenwaard    | Sterrenwijk                                                  |                                                                 |
| 10   | Station Lunetten – Station Leidsche Rijn            | Kanaleneiland, Papendorp                                     | Rijdt niet 's avonds en in het weekend                          |
| 11   | Station Vleuten – Station Overvecht                 | Leidsche Rijn, Zuilen, Overvecht                             | Rijdt niet in het weekend                                       |
| 12   | Utrecht, CS Jaarbeurszijde – Station Maarssen       | Zuilen                                                       |                                                                 |
| 27   | Zuilen – Science Park                               | Ondiep, Pijlsweerd, Centrum, Rijnsweerd                      | Rijdt niet 's avonds en in het weekend                          |
| 30   | Station Overvecht – Science Park                    | Wittevrouwen, Rijnsweerd                                     | Rijdt niet 's avonds en in het weekend, gekoppeld aan lijn 6    |

### U-link
Op 15 december 2019 is U-link geïntroduceerd, dit bestaat uit een zestal hoogfrequente lijnen. U-link is afgeleid van het Groningse Q-link.
| Lijn | Route                                               | Via                                                                      | Opmerkingen                                                                |
| ---- | --------------------------------------------------- | ------------------------------------------------------------------------ | -------------------------------------------------------------------------- |
| 28   | Utrecht P+R Science Park – Station Vleuten          | Rijnsweerd, Centrum, CS Centrumzijde, Parkwijk, De Meern, Veldhuizen     |                                                                            |
| 34   | Utrecht P+R Westraven – Station Amersfoort Centraal | Rijnsweerd, Science Park, Zeist, Soesterberg                             |                                                                            |
| 41   | Utrecht, CS Jaarbeurszijde – Wijk bij Duurstede     | Bunnik, Odijk, Werkhoven, Cothen                                         |                                                                            |
| 50   | Utrecht, CS Jaarbeurszijde – Veenendaal/Wageningen  | De Bilt, Zeist, Driebergen, Doorn, Leersum, Amerongen, Elst (Ut), Rhenen | Om en om naar Veenendaal of Wageningen, in samenwerking met Syntus Utrecht |
| 73   | Station Maarssen – Zeist                            | Lage Weide, Leidsche Rijn, CS Jaarbeurszijde, Centrum, De Bilt           |                                                                            |
| 77   | Nieuwegein – Bilthoven                              | Kanaleneiland, CS Jaarbeurszijde, Centrum, De Bilt                       |                                                                            |

### Streeklijnen

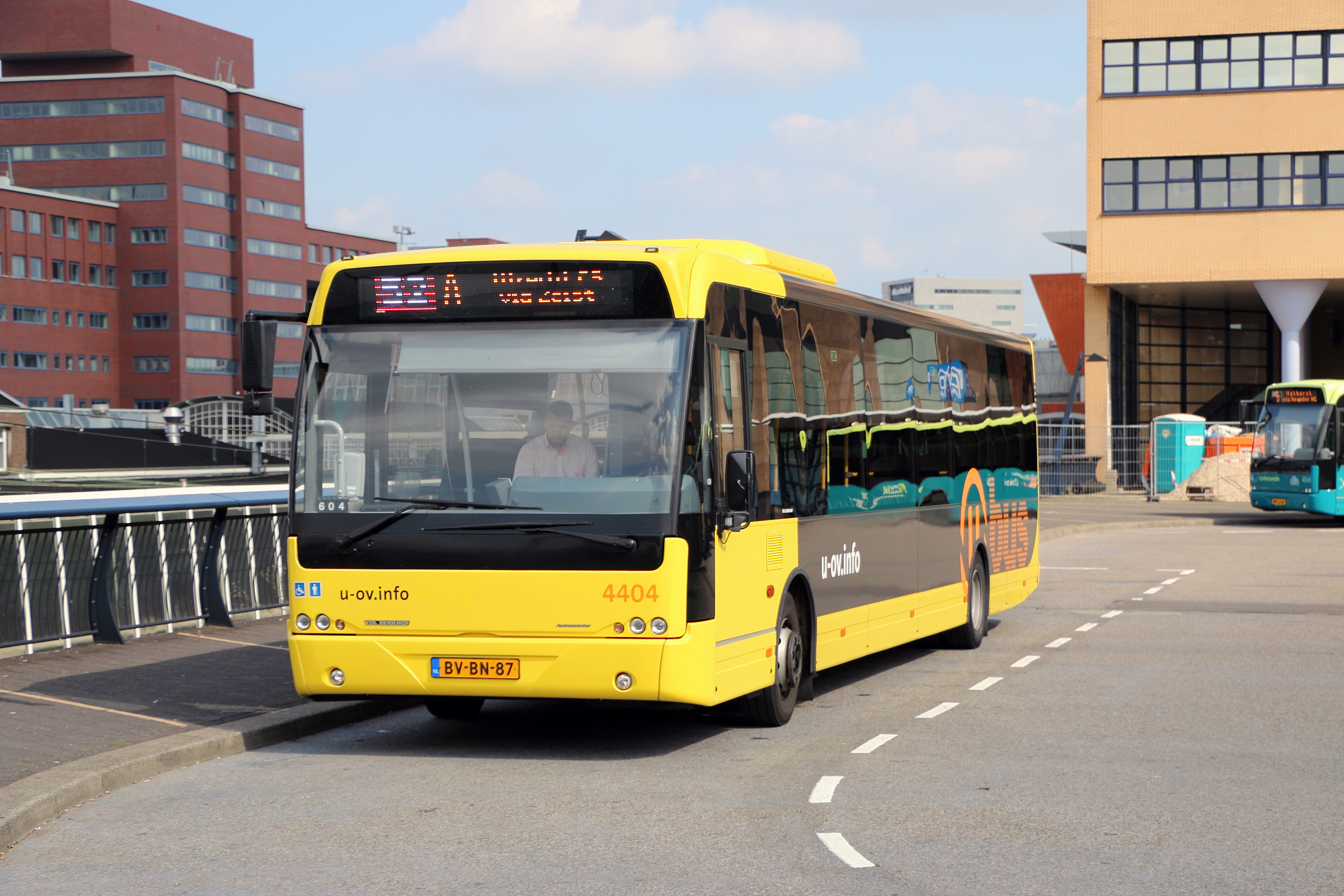
Een VDL Berkhof Ambassador van U-OV

Het volgende overzicht toont streekvervoer per bus van en naar de gemeenten Nieuwegein, Houten, IJsselstein, Vijfheerenlanden, De Bilt, Zeist en Stichtse Vecht.
| Lijn | Route                                         | Via                                                                                                 | Opmerkingen                            |
| ---- | --------------------------------------------- | --------------------------------------------------------------------------------------------------- | -------------------------------------- |
| 29   | Station Vleuten – Bilthoven                   | De Meern Oost, Papendorp, Kanaleneiland, Station Vaartsche Rijn, Sterrenwijk, Science Park, De Bilt |                                        |
| 31   | Utrecht Science Park – IJsselstein            | Utrecht Science Park, Rijnsweerd, Nieuwegein                                                        | Rijdt niet 's avonds en in het weekend |
| 38   | Utrecht, CS Jaarbeurszijde – Station Maarssen | Lage Weide                                                                                          |                                        |
| 47   | Utrecht, CS Jaarbeurszijde – Station Houten   | Tolsteeg, Hoograven                                                                                 |                                        |
| 48   | Station Houten – Station Maarssen             | Nieuwegein, Utrecht Papendorp, Lage Weide                                                           |                                        |
| 55   | Utrecht, CS Jaarbeurszijde – Maartensdijk     | Groenekan                                                                                           |                                        |
| 65   | Utrecht, CS Jaarbeurszijde – Vianen           | Nieuwegein                                                                                          |                                        |
| 66   | Utrecht, CS Jaarbeurszijde – Nieuwegein       | | Rijdt niet in het weekend              |
| 74   | Hoef en Haag – Station Driebergen-Zeist       | Vianen, Nieuwegein, Utrecht CS Jaarbeurszijde, De Bilt, Zeist                                       |                                        |
| 85   | Utrecht, CS Jaarbeurszijde – Leerdam          | Vianen, Zijderveld, Schoonrewoerd                                                                   |                                        |
| 111  | Haarzuilens Kasteel de Haar – Station Vleuten | | Rijdt alleen in het weekend            |
| 122  | Utrecht Overvecht – Nieuw-Loosdrecht          | Westbroek, Tienhoven, Muyeveld, Boomhoek                                                            | Rijdt niet in het weekend              |
| 127  | Kockengen – Station Vleuten                   | Haarzuilens                                                                                         | Rijdt niet 's avonds                   |
| 128  | Station Maarssen – Station Vleuten            | | Rijdt niet in het weekend              |

### Spitslijnen
| Lijn | Route                                      | Via                      | Opmerkingen |
| ---- | ------------------------------------------ | ------------------------ | ----------- |
| 14   | Utrecht, CS Jaarbeurszijde – De Meern Oost | Leidsche Rijn            |             |
| 18   | Utrecht, CS Jaarbeurszijde – Rijnsweerd    |                          |             |
| 24   | Utrecht, CS Jaarbeurszijde – De Meern Oost | Kanaleneiland, Papendorp |             |
| 84   | Utrecht, CS Jaarbeurszijde – Hoef en Haag  | Vianen                   |             |
| 284  | Utrecht, CS Jaarbeurszijde – Vianen        |                          |             |

### Nachtlijnen
| Lijn | Route                                                 | Via                                          | Opmerkingen                               |
| ---- | ----------------------------------------------------- | -------------------------------------------- | ----------------------------------------- |
| 412  | Utrecht, CS Jaarbeurszijde – Station Driebergen-Zeist | Zeist/De Bilt                                | Rijdt alleen op donderdagnacht            |
| 428  | Utrecht Oorsprongpark → Maarssenbroek                 | Utrecht CS Jaarbeurszijde, De Meern, Vleuten | Rijdt alleen op vrijdag- en zaterdagnacht |
| 441  | Utrecht, CS Jaarbeurszijde → Wijk bij Duurstede       | Bunnik, Odijk, Cothen, Werkhoven             | Rijdt alleen op vrijdag- en zaterdagnacht |
| 447  | Utrecht Oorsprongpark → Houten                        | Utrecht CS Jaarbeurszijde                    | Rijdt alleen op vrijdag- en zaterdagnacht |
| 452  | Utrecht, CS Jaarbeurszijde → Soest                    | Zeist, Huis ter Heide, Soesterberg           | Rijdt alleen op vrijdag- en zaterdagnacht |
| 474  | Utrecht Oorsprongpark → Vianen                        | Utrecht CS Jaarbeurszijde, Nieuwegein        | Rijdt alleen op vrijdag- en zaterdagnacht |
| 495  | Utrecht Oorsprongpark → IJsselstein                   | Utrecht CS Jaarbeurszijde, Nieuwegein        | Rijdt alleen op vrijdag- en zaterdagnacht |

### U-flex
| Lijn | Gebied          | Plaatsen binnen gebied                                                                                 |
| ---- | --------------- | --- |
| 913  | Maarssen/Zuilen | Maarssenbroek, Maarssen, Maarsseveen, Tienhoven, Utrecht Schaakwijk, Utrecht Zuilen, Utrecht Overvecht |

### Lijnen van andere vervoerders

#### Transdev
| Lijn | Soort    | Route                         | Via          | Opmerkingen |
| ---- | -------- | ----------------------------- | ------------ | ----------- |
| 200  | Spitsbus | Huizen – Utrecht Science Park | Blaricum P+R |             |

#### Qbuzz
| Lijn | Soort      | Route                                                 | Via                                                                                             | Opmerkingen                                                |
| ---- | ---------- | ----------------------------------------------------- | ----------------------------------------------------------------------------------------------- | ---------------------------------------------------------- |
| 90   | streekBuzz | Gelkenes – Utrecht, CS Jaarbeurszijde                 | Nieuwpoort, Langerak, Tienhoven, Ameide, Lexmond, Vianen, Utrecht Papendorp                     | Rijdt 's avonds alleen tussen Ameide en Vianen (door U-OV) |
| 295  | streekBuzz | Rotterdam Capelsebrug – Utrecht, CS Jaarbeurszijde    | Krimpen a/d IJssel, Lekkerkerk, Bergambacht, Schoonhoven, Lopik, IJsselstein, Utrecht Papendorp | In samenwerking met Syntus Utrecht                         |
| 387  | snelBuzz   | Gorinchem – Utrecht, CS Jaarbeurszijde                | Meerkerk, Vianen                                                                                |                                                            |
| 388  | snelBuzz   | Rotterdam Kralingse Zoom – Utrecht, CS Jaarbeurszijde | Papendrecht, Sliedrecht, Noordeloos, Meerkerk, Vianen, Utrecht Papendorp                        |                                                            |

#### Arriva

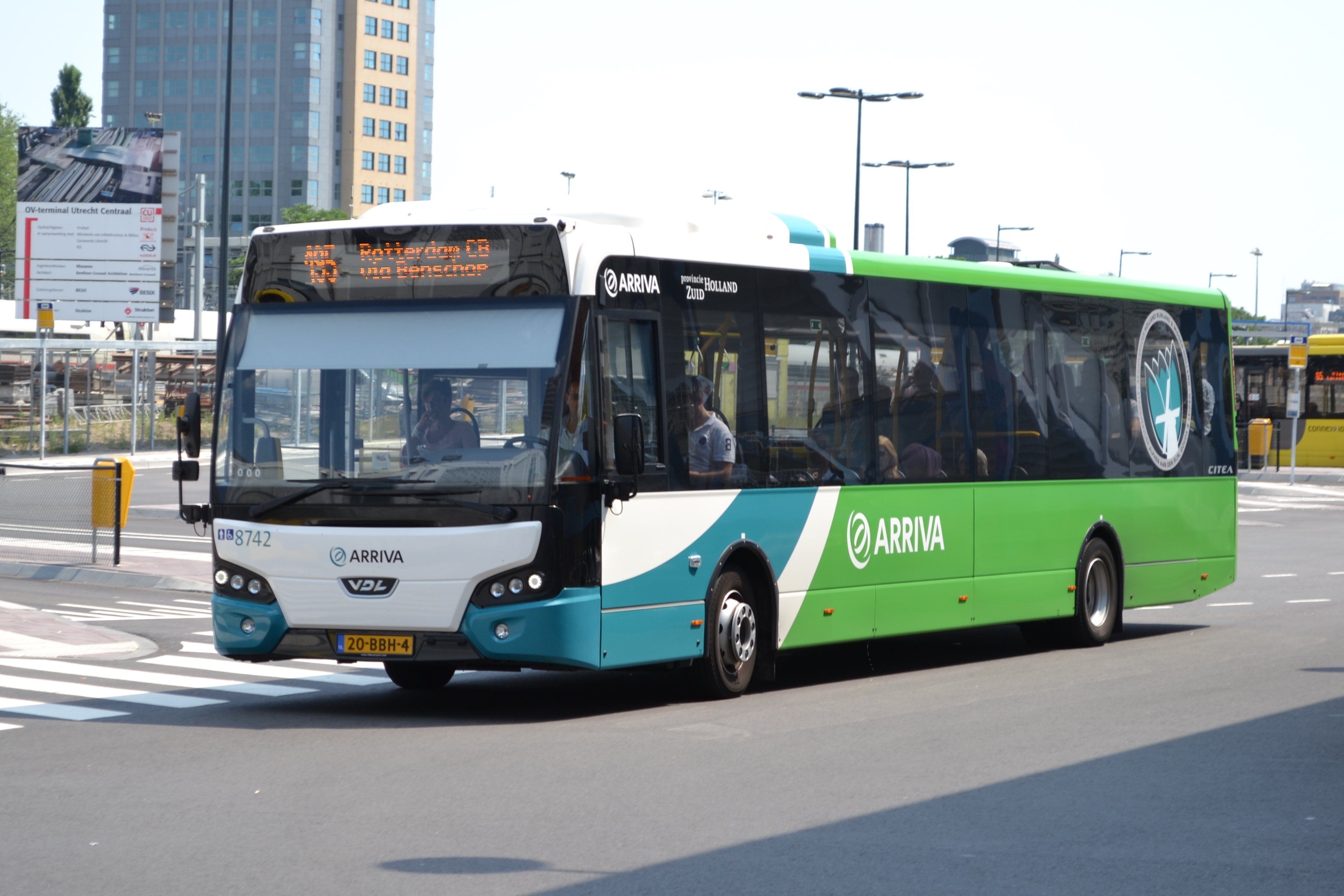
Een VDL Citea van Arriva op Utrecht Centraal

| Lijn | Soort        | Route                                   | Via                                                  | Opmerkingen                          |
| ---- | ------------ | --------------------------------------- | ---------------------------------------------------- | ------------------------------------ |
| 500  | Brabantliner | Oosterhout – Utrecht, CS Jaarbeurszijde | Raamsdonksveer, Hank, Nieuwendijk, Sleeuwijk, Vianen | Rijdt in het weekend door naar Breda |
| 501  | Brabantliner | Breda – Utrecht, CS Jaarbeurszijde      | Hank, Nieuwendijk, Sleeuwijk, Vianen                 | Rijdt niet in het weekend            |

#### Syntus Utrecht
| Lijn | Soort     | Route                                              | Via                                                                                             | Opmerkingen                                                       |
| ---- | --------- | -------------------------------------------------- | ----------------------------------------------------------------------------------------------- | ----------------------------------------------------------------- |
| 50   | U-link    | Utrecht, CS Jaarbeurszijde – Veenendaal/Wageningen | De Bilt, Zeist, Driebergen, Doorn, Leersum, Amerongen, Elst (Ut), Rhenen                        | Om en om naar Veenendaal of Wageningen, in samenwerking met U-OV  |
| 102  | Streekbus | Utrecht, CS Jaarbeurszijde – Woerden               | De Meern, Harmelen                                                                              |                                                                   |
| 107  | Streekbus | Utrecht, CS Jaarbeurszijde – Gouda                 | De Meern, Achthoven, Heeswijk, Montfoort, Willeskop, Oudewater, Haastrecht                      |                                                                   |
| 120  | Streekbus | Utrecht, CS Jaarbeurszijde – Amsterdam-Zuidoost    | Maarssen, Breukelen, Nieuwersluis, Loenen aan de Vecht, Loenersloot, Baambrugge, Abcoude        |                                                                   |
| 195  | Streekbus | Benschop – Utrecht, CS Jaarbeurszijde              | IJsselstein, Utrecht Papendorp                                                                  | Spitsbus                                                          |
| 202  | Streekbus | Amersfoort Nieuwland – Vianen                      | Amersfoort Centraal, Utrecht Science Park, Nieuwegein                                           |                                                                   |
| 203  | Streekbus | Amersfoort Schothorst – Utrecht Rijnsweerd         | Amersfoort Centraal, Utrecht Science Park                                                       | Rijdt niet 's avonds en in het weekend                            |
| 215  | Streekbus | Amersfoort Vathorst – Utrecht Rijnsweerd           | Amersfoort Zielhorst, Amersfoort Centraal, Utrecht Science Park                                 | Spitsbus                                                          |
| 272  | Streekbus | Baarn – Utrecht Rijnsweerd                         | Soest, Utrecht Science Park                                                                     | 's Ochtends richting Utrecht, 's middags richting Baarn           |
| 276  | Streekbus | Baarn – Utrecht Rijnsweerd                         | Amersfoort, Utrecht Science Park                                                                | Spitsbus                                                          |
| 295  | Streekbus | Rotterdam Capelsebrug – Utrecht, CS Jaarbeurszijde | Krimpen a/d IJssel, Lekkerkerk, Bergambacht, Schoonhoven, Lopik, IJsselstein, Utrecht Papendorp | In samenwerking met Qbuzz                                         |
| 298  | Streekbus | Woudenberg – Utrecht Rijnsweerd                    | Utrecht Science Park                                                                            | 's Ochtends richting Science Park, 's middags richting Woudenberg |
| 299  | Streekbus | Leusden – Utrecht Rijnsweerd                       | Utrecht Science Park                                                                            | 's Ochtends richting Science Park, 's middags richting Leusden    |
| N2   | Nachtbus  | Utrecht → Woerden                                  | De Meern, Harmelen                                                                              | Rijdt vrijdag- en zaterdagnacht                                   |
| N7   | Nachtbus  | Utrecht – Oudewater                                | De Meern, Achthoven, Montfoort, Willeskop                                                       | Rijdt vrijdag- en zaterdagnacht                                   |
| N8   | Nachtbus  | Utrecht → Wageningen                               | Station Driebergen-Zeist, Veenendaal, Rhenen                                                    | Rijdt vrijdag- en zaterdagnacht                                   |
| N20  | Nachtbus  | Utrecht → Loenen aan de Vecht                      | Maarssen, Breukelen, Nieuwersluis                                                               | Rijdt zaterdagnacht                                               |
| N50  | Nachtbus  | Utrecht – Amerongen                                | De Bilt, Zeist, Driebergen, Doorn, Leersum                                                      | Rijdt vrijdag- en zaterdagnacht                                   |

Bijgewerkt op 5 december 2023 om 15:55 (CET)